# Günter Heischmann
Günter Heischmann (* 14. April 1943 in Fürth; † 12. Dezember 2022) war ein deutscher Bibliothekar. Von 2000 bis 2008 war er Leitender Bibliotheksdirektor der Universitätsbibliothek München.

## Leben und Wirken
Günter Heischmann studierte Historische Hilfswissenschaften, Geschichte, Germanistik, Sozialkunde und Philosophie an den Universitäten Würzburg, München und Tübingen. Im Jahre 1973 promovierte er an der Universität Würzburg bei dem Historiker Otto Meyer. Im gleichen Jahr trat er als Bibliotheksreferendar an der Bayerischen Staatsbibliothek in die Ausbildung für den höheren Bibliotheksdienst ein und legte 1975 die Fachprüfung hierfür an der Bayerischen Bibliotheksschule ab. Von 1975 bis 1998 war er als wissenschaftlicher Bibliothekar an der Universitätsbibliothek München tätig, deren stellvertretender Direktor er 1986 wurde. 1998 wechselte Heischmann an die Bayerische Staatsbibliothek als Leiter der dortigen Benutzungsabteilung. 2000 übernahm er als Nachfolger von Fritz Junginger als Leitender Bibliotheksdirektor die Führung der Universitätsbibliothek München; dieses Amt hatte er bis zu seinem Eintritt in den Ruhestand 2008 inne. Während seiner Amtszeit als Direktor ging es u. a. um die engere Zusammenarbeit von Zentralbibliothek und den dezentralen Bibliotheken, die Schaffung einer funktionalen Einschichtigkeit und Eröffnung neuer Teilbibliotheken.

## Veröffentlichungen
- Die Bibliotheken der Freien Reichsstadt Rothenburg ob der Tauber. In: Archiv für Geschichte des Buchwesens, Bd. 14 (1975), Sp. 1589–1878 (Dissertation Universität Würzburg).
- Katalogisierungsanleitung für Institutsbibliotheken. Universitätsbibliothek München 1980.
- (mit A. Lachner): Zur Geschichte und gegenwärtigen Situation der Fakultätsbibliothek für Tiermedizin. In: Angela von den Driesch (Hrsg.): 200 Jahre tierärztliche Lehre und Forschung in München. Schattauer, München 1990, S. 39–50, ISBN 3-7945-1363-0.
- Die Kontaktstelle für Institutsbibliotheken an der UB München. In: Hartwig Lohse (Hrsg.): Bibliotheken in alten und neuen Hochschulen (= Zeitschrift für Bibliothekswesen und Bibliographie, Sonderhefte, Bd. 55). Klostermann, Frankfurt/M. 1993, S. 430–441, ISBN 3-465-02559-8.
- Führer durch die Bibliotheken der Ludwig-Maximilians-Universität München mit einem Anhang: Weitere wissenschaftliche Bibliotheken in München. 4. Aufl. Universitätsbibliothek München 1995, ISBN 3-922796-13-3.
- (mit Uwe Rosemann): Bestandsvermittlung, Benutzungsdienste. In: Rudolf Frankenberger / Klaus Haller (Hrsg.): Die moderne Bibliothek. Ein Kompendium der Bibliotheksvrwaltung. Saur, München 2004, S. 262–300, ISBN 978-3-598-11447-2.
- „Kaltwasserdusche“. Kritische Anmerkungen zu einer bibliothekshistorischen Streitschrift. In: Bibliotheksdienst, Bd. 40 (2006), S. 1251–1258.
- Die Studentenbibliothek wird eine Teilbibliothek der Universitätsbibliothek. In: Bibliotheksforum Bayern, N.F., Bd. 2 (2008), S. 170–173.
- (mit Sven Kuttner und Konstanze Söllner): Neue Wege in der studentischen Literatur- und Informationsversorgung. Die Studentenbibliothek wird eine Teilbibliothek der Universitätsbibliothek München. In: Bibliotheksdienst, Bd. 42 (2008), S. 542–549.